# VTech
VTech (Video Technology; кит. трад. 偉易達, упр. 伟易达, пиньинь Wěi yì dá, палл. вэй-и-да) — мировой лидер в производстве беспроводных телефонов, аксессуаров к ним и электронных обучающих устройств, а также игрушек, осветительного и аудиооборудования. Штаб-квартира компании расположена в Гонконге.

## История
Компания основана в 1976 году бизнесменами Алланом Вонгом и Стефаном Лэунгом. В 1980—1990-х годах VTech производил персональные компьютеры и игровые приставки, в 2000 году купил у Lucent Technologies подразделение по производству телефонов (сегодня — компания VTech Innovation). По состоянию на 2011 год в VTech работало более 30 тыс. человек.

## Структура
Производственные мощности VTech расположены в Китае — два завода в Дунгуань и завод в Цинъюань. Кроме того, компания имеет три научно-исследовательских центра в Гонконге, Шэньчжэне и Канаде.